# Мухаммад аль-Мубарак
Мухаммад аль-Мубарак (д/н — 1687) — султан Агадесу в 1654—1687 роках. Держава набула значно політичного і економічного піднесення. Відомий також як Мухаммад V.

## Життєпис
Син султана Юсуфа II. Посів трон 1654 року після смерті старшого брата Тунуса. Розпочав активну зовнішню політику, намагаючи взяти під контроль торгівельні центри на кордонах Агадесу.
Також починаються війни з султанатом Адер та його союзниками-туарегами, що контролювали караванні шляхи на схід. Після запеклої боротьби 1674 року було здобуто перемогу над Адером, що визнав зверхність Агадесу.
Починає успішні походи до області Замфара. Здійснив декілька кампаній проти хауської держави Кеббі. 1683 року здійснено успішний похід проти туарегів з клану тауджі. У 1684—1685 роках атаковано державу Борну, звідси військо Агадесу повернулося зі значною здобиччю.
На кінець панування султанат перетворився на вагому силу, контролюючи області напряму або через васалів від колишньої Такедди до Борну. Закріпив принцип переходу влади за патрилінійним принципом (від батька до сина). Помер 1687 року. Трон успадкував син Мухаммад VI.